# Amazing (Foxes)
Amazing è un singolo della cantante britannica Foxes, pubblicato il 4 dicembre 2015 come quinto estratto dal secondo album in studio All I Need.
Il brano è stato impiegato nel primo episodio della prima stagione della serie Rain.

## Video musicale
Il video, reso disponibile il 17 dicembre, mostra la cantante partire per una vacanza in roulotte con i suoi amici per il suo compleanno, durante il quale scatta diverse fotografie, distrugge torte e da inizio alla festa in un club sociale fatiscente.

## Tracce
Download digitale
1. Amazing – 3:47

Download digitale – remix
1. Amazing (Cahill Club Mix) – 5:16